# Portada/article agost 28

## Bridget Jones's Diary
Bridget Jones's Diary és una pel·lícula de 2001, una comèdia romàntica dirigida per Sharon Maguire i basada en la novel·la del mateix nom de Helen Fielding. La història, inspirada en l'obra de Jane Austen Orgull i prejudici i la popular sèrie de televisió que se'n va fer el 1995, narra la vida, explicada en clau humorística, d'una britànica en la trentena (Bridget Jones) que busca el seu lloc en el món malgrat tots els obstacles que es troba pel camí. És protagonitzada per Renée Zellweger, Hugh Grant i Colin Firth.